# Gare d'Eke-Nazareth
La gare d'Eke-Nazareth est une gare ferroviaire belge de la ligne 86, de Basècles-Carrières à De Pinte. Elle est située à Eke, section de la commune de Nazareth dans la province de Flandre-Orientale en Région flamande.
Mise en service en 1857 par la Compagnie du chemin de fer Hainaut et Flandres, c'est une halte de la Société nationale des chemins de fer belges (SNCB), desservie par des trains omnibus (L) et heure de pointe (P).

## Situation ferroviaire
Établie à 9 mètres d'altitude, la gare d'Eke-Nazareth est située au point kilométrique (PK) 27,257 de la ligne 86, de Basècles-Carrières à De Pinte, entre les gares de Gavere-Asper et de De Pinte.

## Histoire
La « gare d'Eecke » est mise en service le 28 juin 1857 par la Compagnie du chemin de fer Hainaut et Flandres, lorsqu'elle ouvre à l'exploitation les 18 km de la section d'Audenarde à la Pinte, de sa ligne de Saint-Ghislain à Gand.
Le 21 mai 1863 elle est renommée « Eecke-Nazareth ». En 1888, elle dispose d'un pont-bascule et d'une rampe pour charger les wagons en tête. En 1916, elle est renommée « Eeke-Nazareth » et en 1950, « Eke-Nazareth ». En 1978 c'est un point d'arrêt non gardé et le bâtiment est encore présent. Il a depuis été démoli, contrairement à celui de la gare de Gavere-Asper.

La gare en 1978
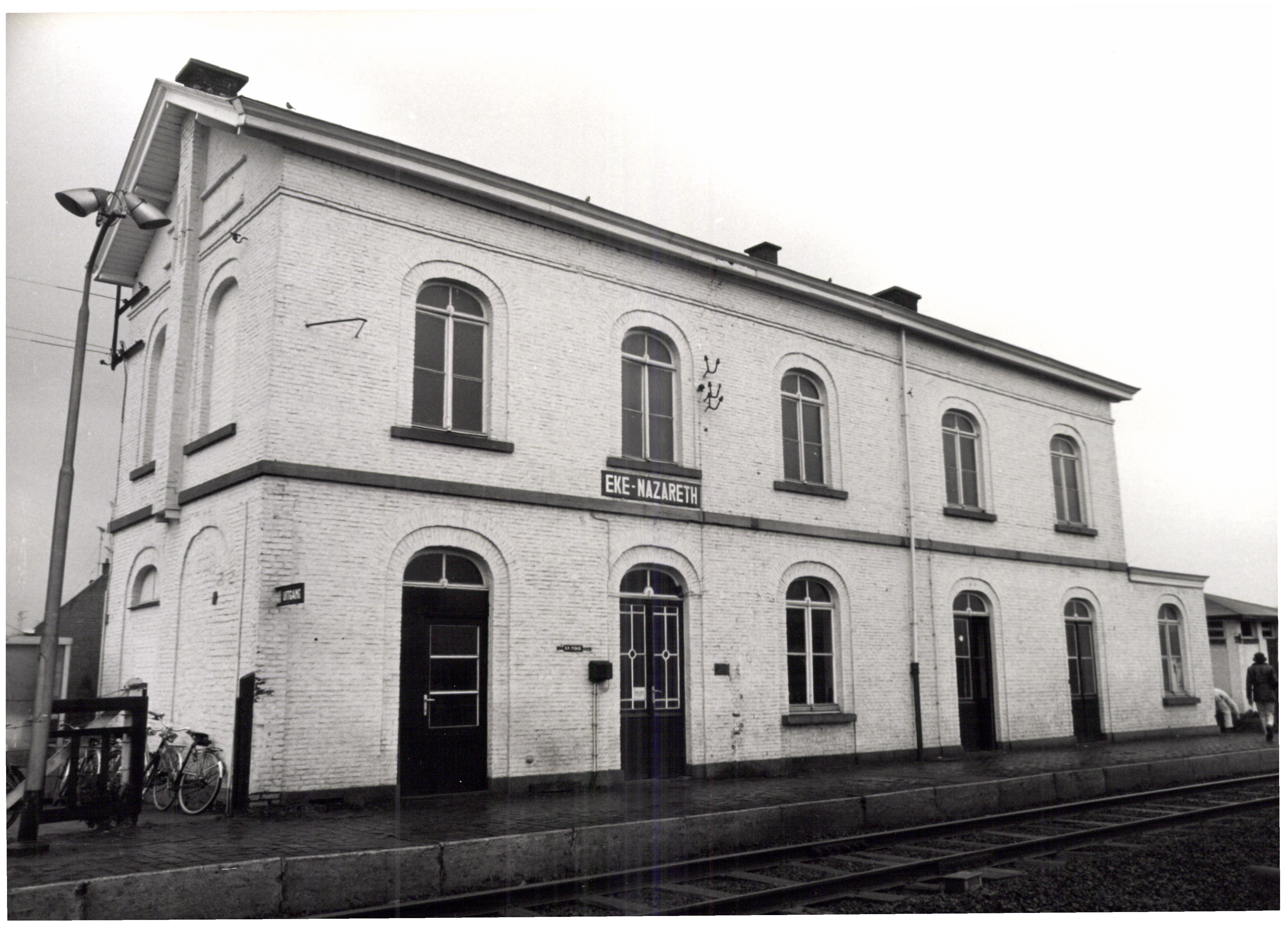
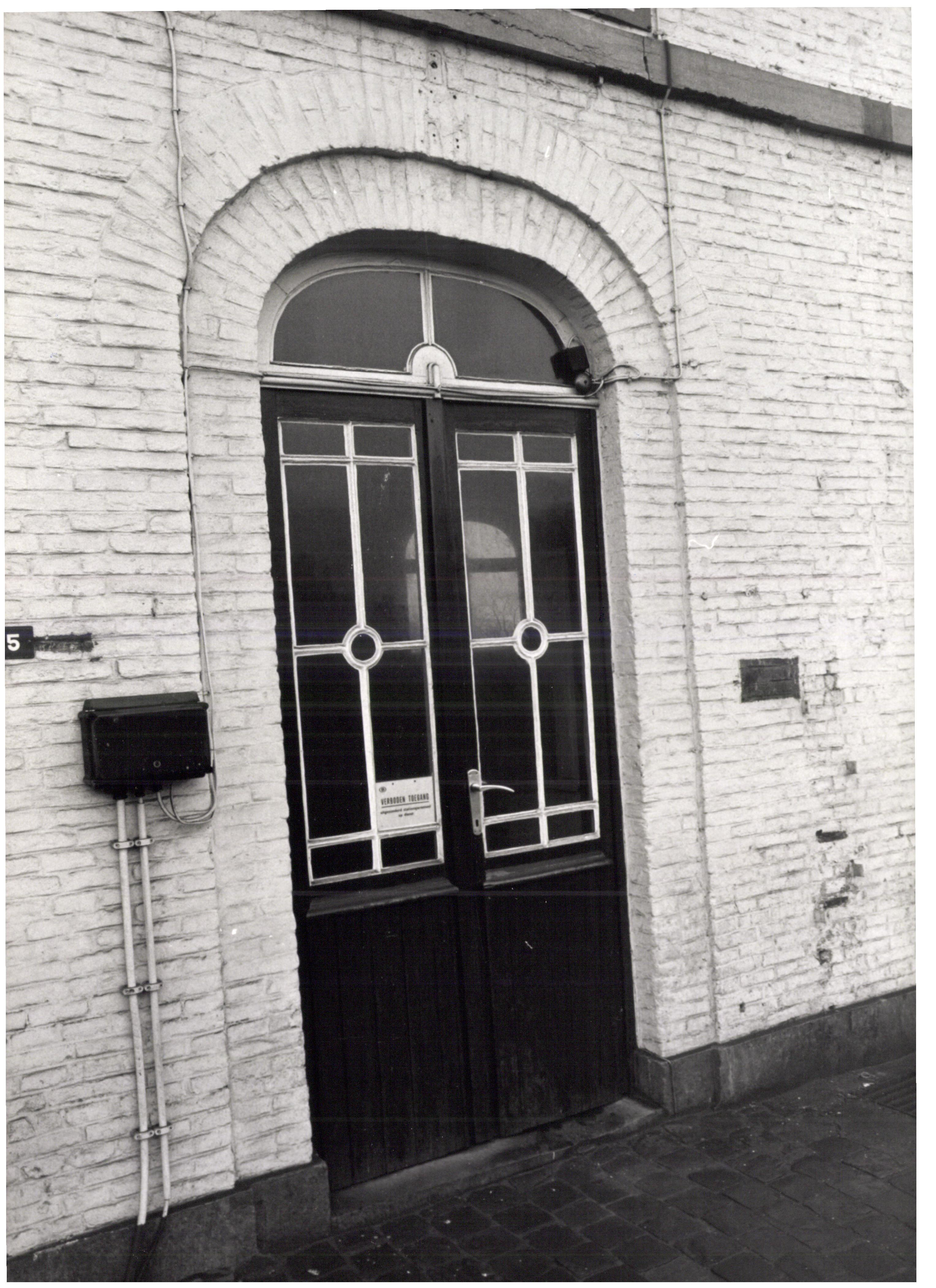
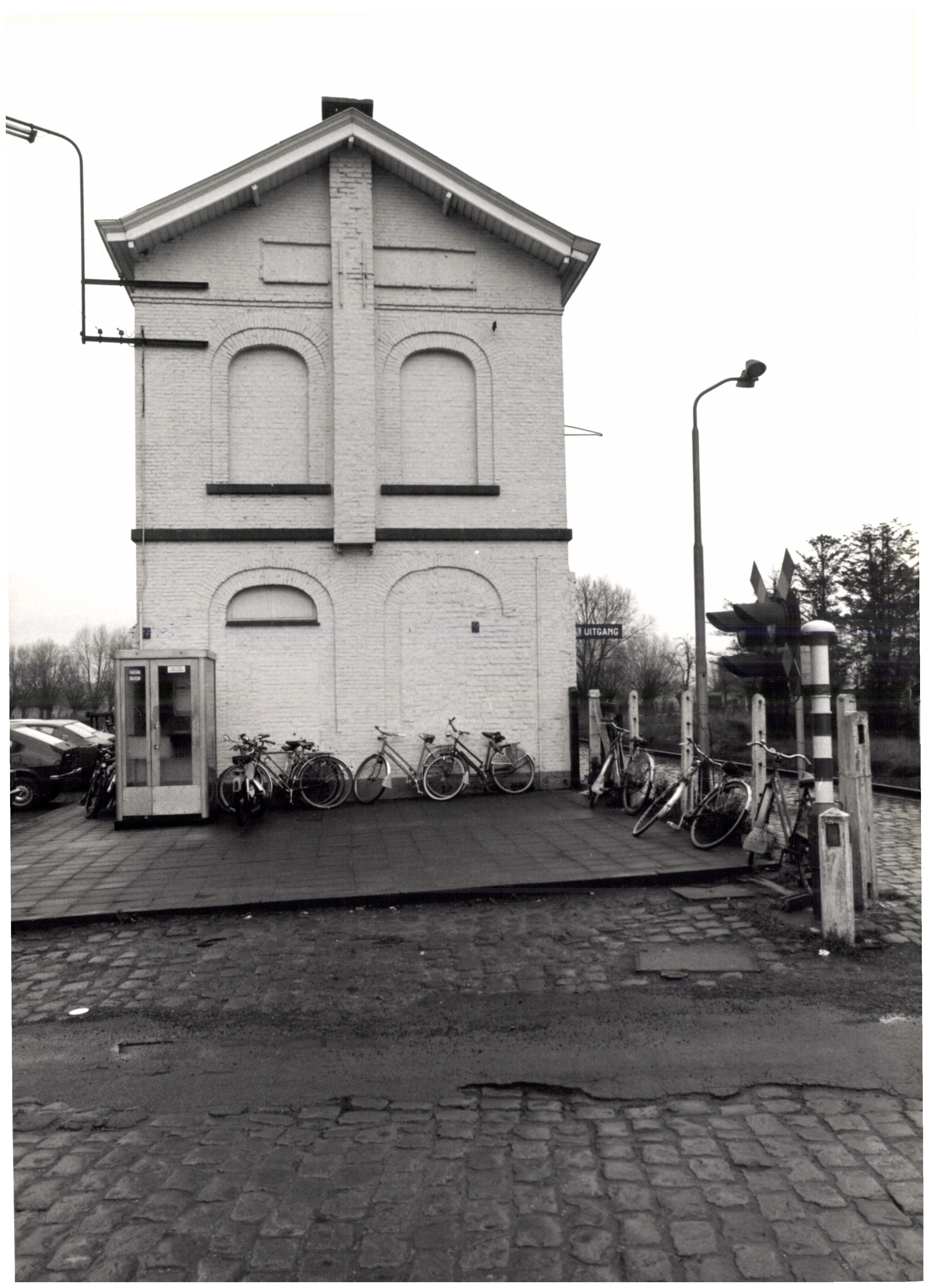
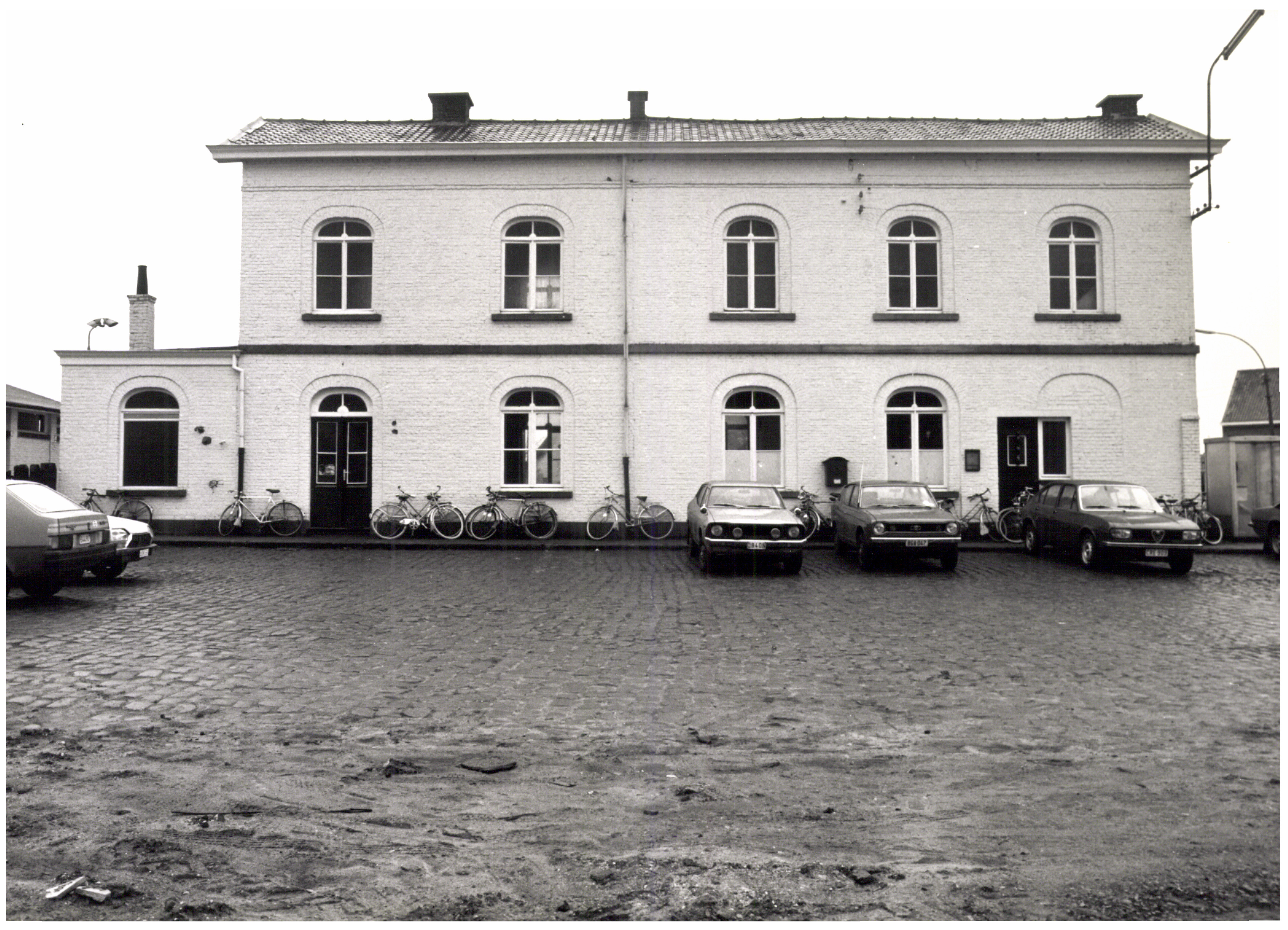

En octobre 2018, lors du comptage visuel annuel des voyageurs, la gare enregistre une fréquentation de 120 600 voyageurs/an.

## Service des voyageurs

### Accueil
Halte SNCB, c'est un point d'arrêt non géré (PANG) à accès libre. Elle est équipée d'un automate pour l'achat de titres de transport. Elle dispose d'un quai avec des abris.

### Desserte
Eke-Nazareth est desservie par des trains Suburbains (S51) et d'Heure de pointe (P) de la SNCB, circulant sur la ligne commerciale 86 (voir brochure SNCB).
En semaine, la desserte est constituée de trains S51 entre Renaix, Audenarde, Gand-Saint-Pierre et Eeklo, cadencés à l'heure, renforcés par :
- deux trains P entre Renaix, Gand-Saint-Pierre et Grammont (le matin, retour l’après-midi) ;
- un train S51 entre Renaix et Gand-Saint-Pierre (le matin, retour l’après-midi) ;
- un train P entre Grammont et Gand-Saint-Pierre (le matin, retour vers midi).

Les week-ends, seuls circulent les trains S51 entre Renaix et Eklo, à la fréquence d'un train par heure le samedi et d'un toutes les deux heures les dimanches et jours fériés.

Quai et abris en 2009
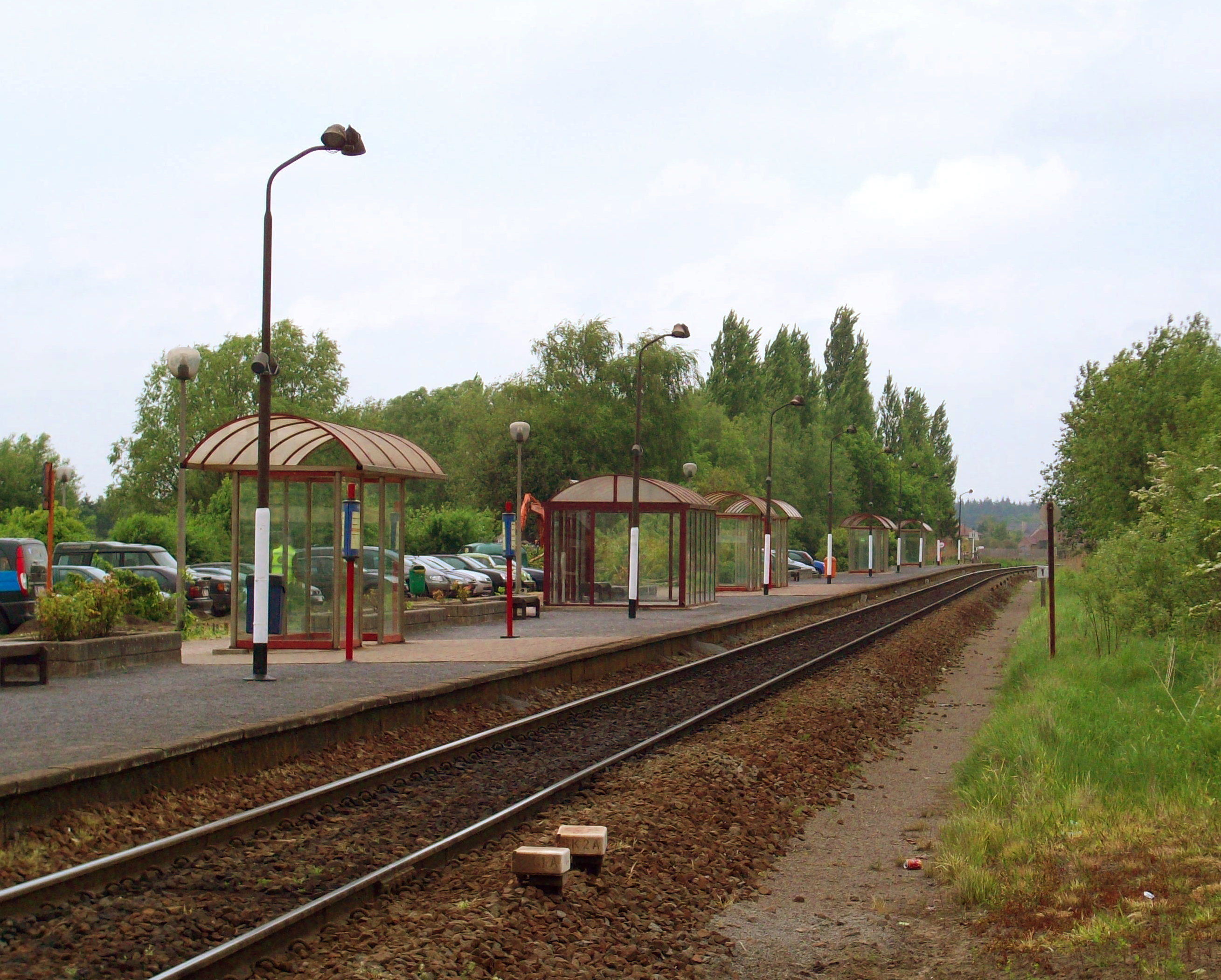
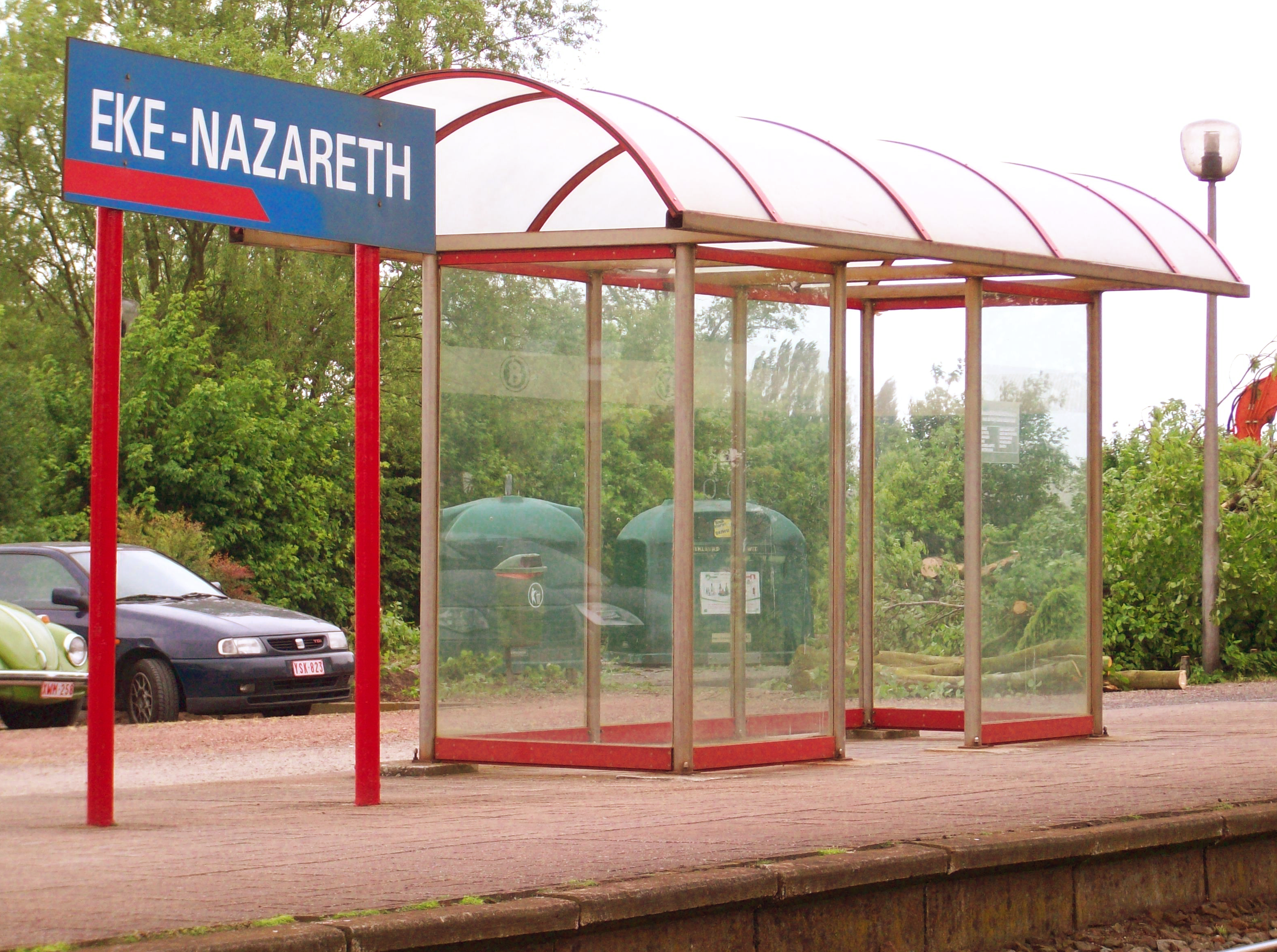

### Intermodalité
Un parc pour les vélos et un parking pour les véhicules y sont aménagés.
Des arrêts de bus, situés à proximité, sont desservis par les lignes 44, 71, 81 et 84.

## Comptage voyageurs
Ce graphique et tableau montre le nombre de voyageurs embarquant en moyenne durant la semaine, le samedi et le dimanche.
| Nombre de passagers qui embarquent à la gare de Eke-Nazareth | Nombre de passagers qui embarquent à la gare de Eke-Nazareth | Nombre de passagers qui embarquent à la gare de Eke-Nazareth | Nombre de passagers qui embarquent à la gare de Eke-Nazareth |
|                                                              | Semaine                                                      | Samedi                                                       | Dimanche                                                     |
| ------------------------------------------------------------ | ------------------------------------------------------------ | ------------------------------------------------------------ | ------------------------------------------------------------ |
| 1977                                                         | 195                                                          | 23                                                           | 18                                                           |
| 1978                                                         | 244                                                          | 19                                                           | 10                                                           |
| 1979                                                         | 231                                                          | 31                                                           | 8                                                            |
| 1980                                                         | 288                                                          | 22                                                           | 12                                                           |
| 1981                                                         | 298                                                          | 26                                                           | 10                                                           |
| 1982                                                         | 275                                                          | 27                                                           | 26                                                           |
| 1983                                                         | 259                                                          | 20                                                           | 17                                                           |
| 1984                                                         | 253                                                          | 42                                                           | 18                                                           |
| 1985                                                         | 224                                                          | 29                                                           | 19                                                           |
| 1986                                                         | 236                                                          | 28                                                           | 42                                                           |
| 1987                                                         | 239                                                          | 24                                                           | 17                                                           |
| 1988                                                         | 269                                                          | 30                                                           | 26                                                           |
| 1989                                                         | 292                                                          | 37                                                           | 67                                                           |
| 1990                                                         | 285                                                          | 41                                                           | 35                                                           |
| 1991                                                         | 327                                                          | 44                                                           | 37                                                           |
| 1992                                                         | 327                                                          | 39                                                           | 38                                                           |
| 1993                                                         | 314                                                          | 82                                                           | 42                                                           |
| 1994                                                         | 333                                                          | 36                                                           | 35                                                           |
| 1995                                                         | 369                                                          | 40                                                           | 37                                                           |
| 1996                                                         | 382                                                          | 47                                                           | 27                                                           |
| 1997                                                         | 336                                                          | 43                                                           | 32                                                           |
| 1998                                                         | 388                                                          | 51                                                           | 22                                                           |
| 1999                                                         | 290                                                          | 48                                                           | 22                                                           |
| 2000                                                         | 328                                                          | 48                                                           | 30                                                           |
| 2001                                                         | 318                                                          | 48                                                           | 34                                                           |
| 2002                                                         | 328                                                          | 42                                                           | 40                                                           |
| 2003                                                         | 313                                                          | 53                                                           | 33                                                           |
| 2004                                                         | 325                                                          | 54                                                           | 28                                                           |
| 2005                                                         | 347                                                          | 57                                                           | 40                                                           |
| 2006                                                         | 358                                                          | 54                                                           | 44                                                           |
| 2007                                                         | 363                                                          | 40                                                           | 60                                                           |
| 2008                                                         | -                                                            | -                                                            | -                                                            |
| 2009                                                         | 369                                                          | 47                                                           | 31                                                           |
| 2010                                                         | -                                                            | -                                                            | -                                                            |
| 2011                                                         | -                                                            | -                                                            | -                                                            |
| 2012                                                         | 464                                                          | 63                                                           | 62                                                           |
| 2013                                                         | 381                                                          | 42                                                           | 60                                                           |
| 2014                                                         | 414                                                          | 44                                                           | 55                                                           |
| 2015                                                         | 293                                                          | 46                                                           | 40                                                           |
| 2016                                                         | 344                                                          | 52                                                           | 43                                                           |
| 2017                                                         | 448                                                          | 59                                                           | 58                                                           |
| 2018                                                         | 428                                                          | 106                                                          | 66                                                           |
| 2019                                                         | 417                                                          | 90                                                           | 68                                                           |
| 2020                                                         | 290                                                          | 89                                                           | 45                                                           |
| 2021                                                         | -                                                            | -                                                            | -                                                            |
| 2023                                                         | 395                                                          | 83                                                           | 87                                                           |
| 2024                                                         | 412                                                          | 91                                                           | 69                                                           |